# 圣庞克拉斯 (多尔多涅省)
圣庞克拉斯（法語：Saint-Pancrace，法語發音：[sɛ̃ pɑ̃kʁas]）是法国多尔多涅省的一个市镇，属于农特龙区。

## 地理
圣庞克拉斯（45°25'41"N, 0°39'52"E）面积6.69 平方千米，位于法国新阿基坦大区多爾多涅省，该省份为法国西南部内陆省份，是法國本土面积第三大的省，大致对应佩里戈尔地区，北起顺时针与夏朗德省、上维埃纳省、科雷兹省、洛特省、洛特-加龙省、吉倫特省和滨海夏朗德省接壤。
与圣庞克拉斯接壤的市镇（或旧市镇、城区）包括：坎萨克、尚帕尼亚克-德贝莱尔、佩里戈尔地区布朗托姆、拉沙佩勒蒙莫罗、康蒂亚克、佩里戈尔地区布朗托姆。

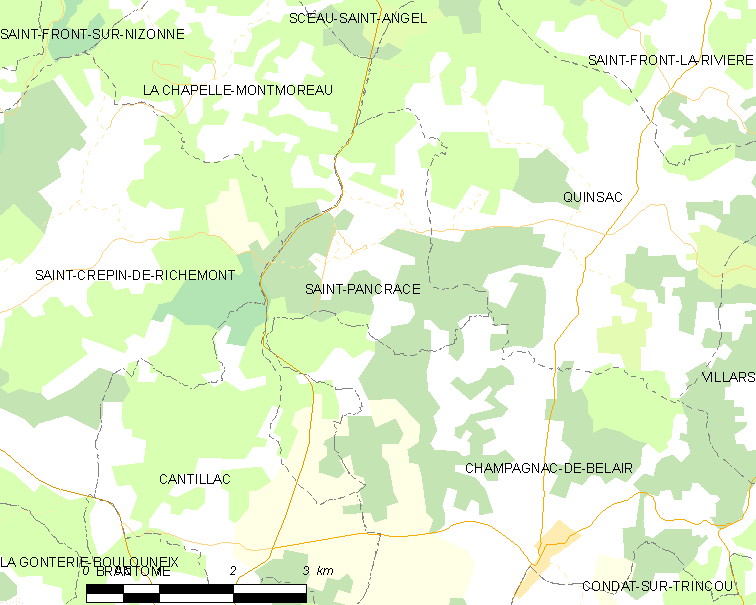
的OSM定位图

圣庞克拉斯的时区为UTC+01:00、UTC+02:00（夏令时）。

## 行政
圣庞克拉斯的邮政编码为24530，INSEE市镇编码为24474。

## 政治
圣庞克拉斯所属的省级选区为佩里戈尔地区布朗托姆县。

## 人口

1962-2008年间人口变化图示

圣庞克拉斯于2022年1月1日时的人口数量为150人。